# دانیال ریاضت
دانیال ریاضت، (به انگلیسی: Daniel Riazat) زاده ۱۰ مارس ۱۹۹۱ میلادی، در تهران، عضو حزب چپ (سوئد) یک سیاستمدار سوئدی است.

وی از سال ۲۰۱۴ میلادی، نماینده این حزب، در  مجلس ملی سوئد، بوده‌است.